# 벤지딘
벤지딘(Benzidine)은 화학식 C12H12N2을 갖는 유기 화합물이다.
방향족성 아민이다. 사이안화물을 위한 시험 성분이다. 염료의 생산에 관련 파생물들이 사용된다. 벤지딘은 방광암, 췌장암과 관련이 되고 있다.

## 안전
벤지딘은 발암 물질이기 때문에 대부분의 산업에서 거의 이용되지 않게 되었다. 2010년 8월 벤지딘은 미국 EPA의 관심 화합물 목록에 포함되었다.